# Acétamide
L'acétamide (amide de l'acide acétique ou éthanamide), est un composé organique, blanc, cristallin et solide dans sa forme pure. Il est produit en déshydratant l'acétate d'ammonium.
L'acétamide est faiblement inflammable et produit des vapeurs irritantes pendant sa combustion. Il est toxique par inhalation (sous forme de poussières), par ingestion, irritant pour la peau et les yeux.
L'acétamide a été découvert à l'état naturel et cristallin en 1975 à Chervonograd, L'viv-Volynskii (Ukraine). 
L'atterrisseur Philae de la sonde spatiale Rosetta a détecté ce composé sur la Comète 67P/Tchourioumov-Guérassimenko, ce qui atteste la présence de cette molécule dans le Système solaire.